# Juan José Padilla
Juan José Padilla Bernal (Jerez de la Frontera (Cádiz), 23 de mayo de 1973), conocido como el «Ciclón de Jerez», es un torero español.
Tras su grave cogida en Zaragoza —tras la que perdió un ojo, obligándole a llevar un parche— es conocido como «Cíclope » o el «Pirata» Padilla, siendo recibido en plena feria de Pamplona con banderas piratas en su honor.
Es un amigo del autor taurino inglés Alexander Fiske-Harrison, de quien fue también profesor. También participó en el videoclip de la canción «De lobo a cordero», de su amigo El Barrio.

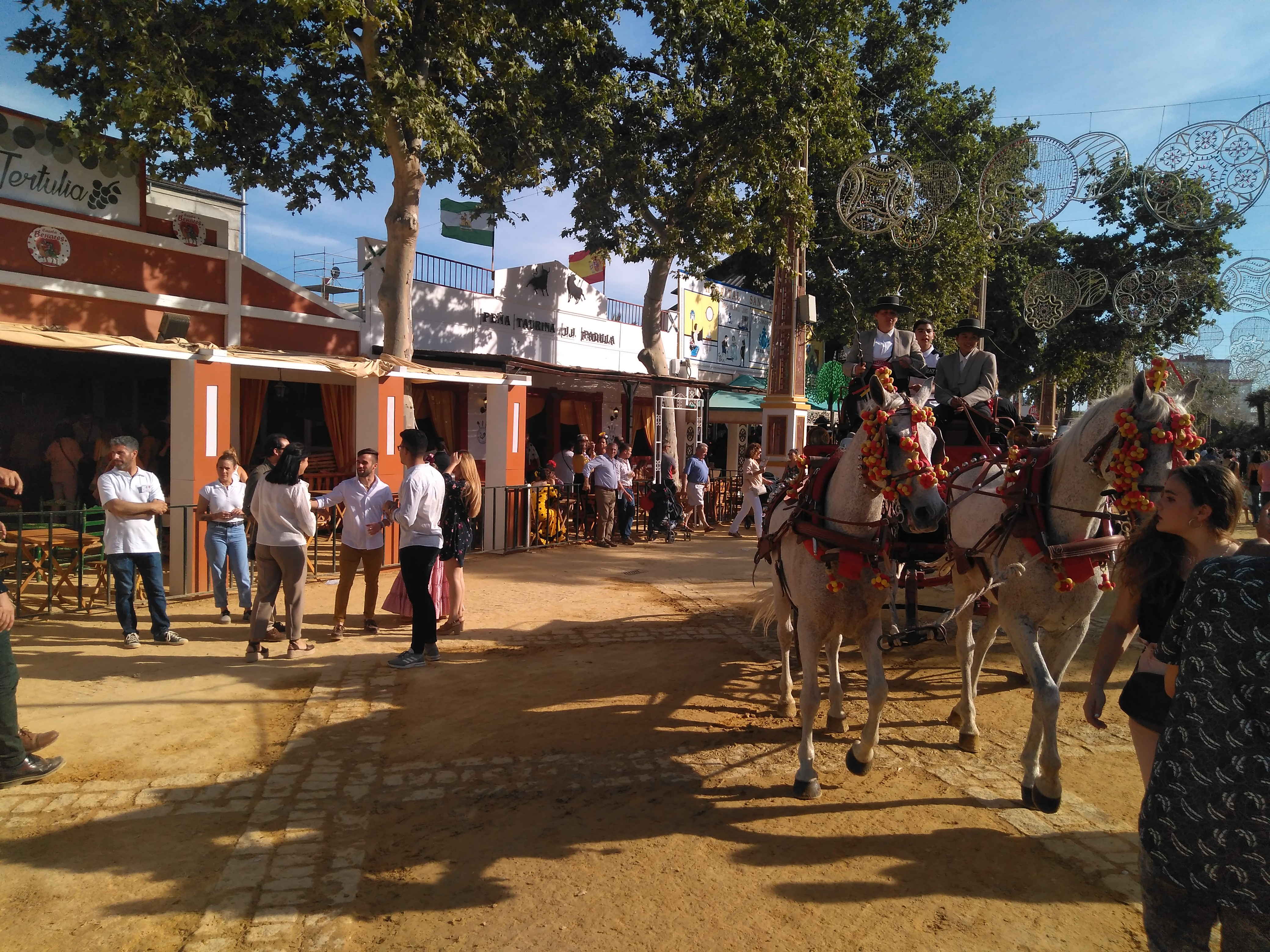
Caseta de la Peña taurina en su honor

En 2017 anunció su retirada al año siguiente, coincidiendo con el 25 aniversario como matador.

## Biografía
Actualmente reside en Sanlúcar de Barrameda con su mujer Lidia Cabello y sus dos hijos, Paloma (nacida en 2004) y Martín (nacido en 2006).

### Alternativa
Tomó la alternativa en la plaza de toros de Algeciras el 18 de junio de 1994, siendo su padrino Pedro Castillo y testigo el Niño de la Taurina. En el festejo se lidiaron astados de encaste Miura y tras la faena de su segundo toro logró cortarle un apéndice.

### Cogidas

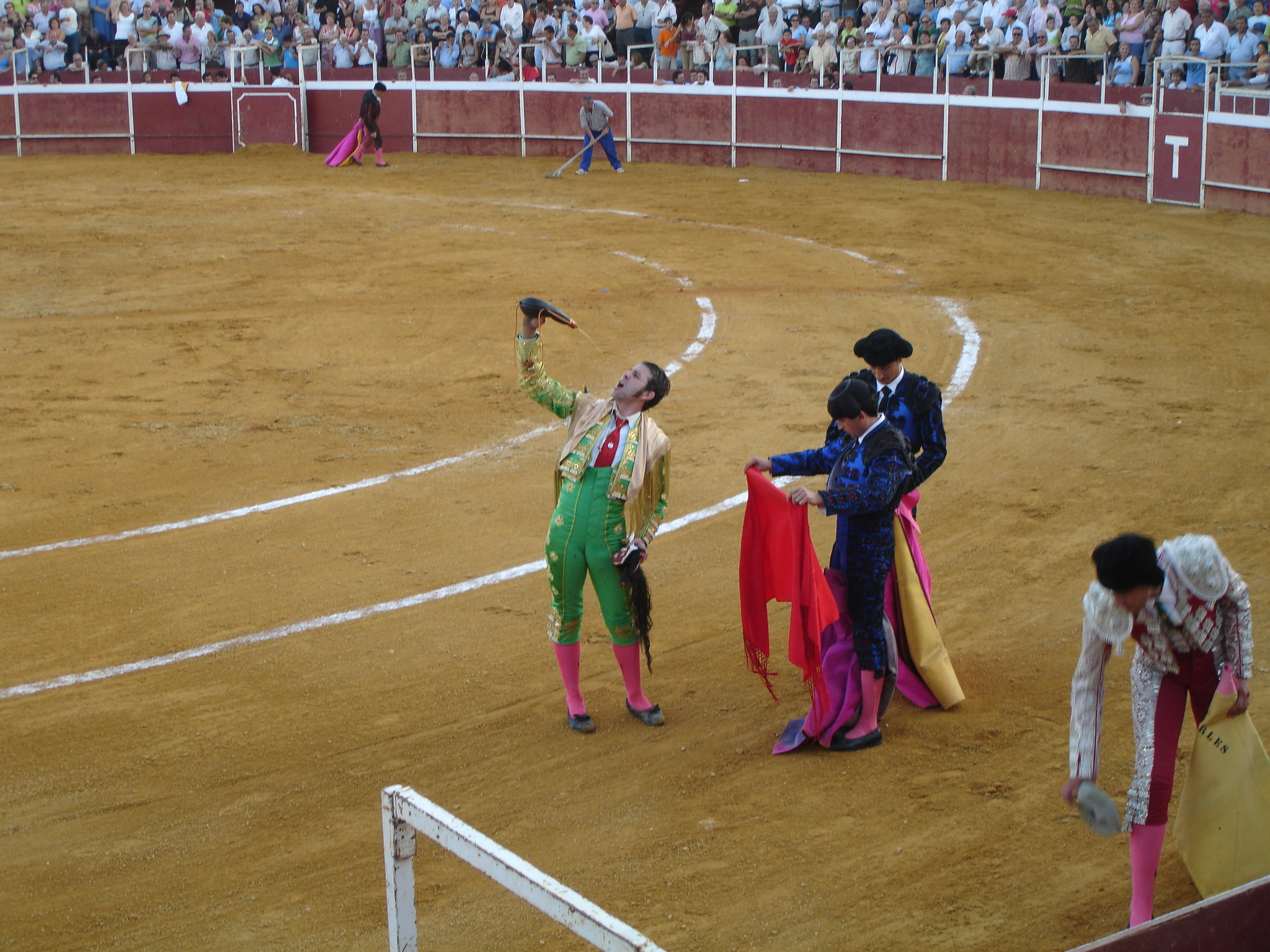
Padilla en la Feria de Arcos

Su entrega ante el toro le ha hecho sufrir 39 cogidas en su carrera, destacando:
- El 12 de agosto de 1999 un toro de la ganadería Teófilo Segura le corneó en Huesca causándole un fuerte traumatismo en tórax y abdomen. Esta cornada le provocó graves destrozos interiores y el mismo Padilla la define como la peor de todas, a pesar de que la que tuvo en Zaragoza años después ha resultado más espeluznante.

- El 14 de julio de 2001 el diestro sufrió una de sus peores cogidas en la Monumental de Pamplona. Un toro de la ganadería Miura propinó al matador una terrible cornada en pleno cuello al entrar a matar.[8]

- El 21 de agosto de 2005 indultó al toro célebre Muroalto en la plaza de toros de Illumbe.[9]

- El 7 de octubre de 2011, Padilla sufrió una gravísima cogida en la cara que le afectó directamente al ojo izquierdo al banderillear al cuarto toro de la tarde, Marqués, de la ganadería de Ana Romero[10][11] en el coso de la Misericordia de Zaragoza.[12][13] Tras la cornada del 7 de octubre en Zaragoza declaró que volvería a vestirse de luces el 4 de marzo de 2012 en Olivenza, Badajoz,[14] de donde saldría con dos orejas por la puerta grande después de firmar una faena notable.[15]

- El 12 de marzo de 2017, en la Feria de Fallas de Valencia, un toro de la ganadería de Fuente Ymbro le propinó dos cornadas, una en el muslo derecho y otra en la región pectoral.[16]

- El 24 de noviembre de 2017 anuncia su retirada de los ruedos. Sin embargo, vuelve a torear en 2018 y sufre una importante cogida —de la cual se recuperó satisfactoriamente— en la plaza de toros de Arévalo.[17]

### Polémicas
El 16 de septiembre de 2017, el torero se vio envuelto en una polémica cuando, durante una corrida de toros celebrada en Villacarrillo, lució una bandera franquista, lanzada desde una de las gradas, entre los aplausos del público. El acto fue condenado por diversos grupos de ámbito local y nacional. Padilla se justificó abogando que la bandera no era suya y que no le había dado tiempo a ver el escudo.

### Retirada de los ruedos
La retirada de los ruedos de Padilla tiene lugar en la plaza de toros de Zaragoza el 14 de octubre de 2018, dentro de las Fiestas del Pilar de la ciudad aragonesa, pero finalmente, se despidió de los ruedos toreando en la plaza de toros de México el 16 de diciembre de 2018.
En 2020 debuta como apoderado de un joven novillero español.
En 2021 se hace cargo del talent show mexicano sobre toreo que se celebra en el Centro de Alto Rendimiento Taurino de México (CART)

## Galardones

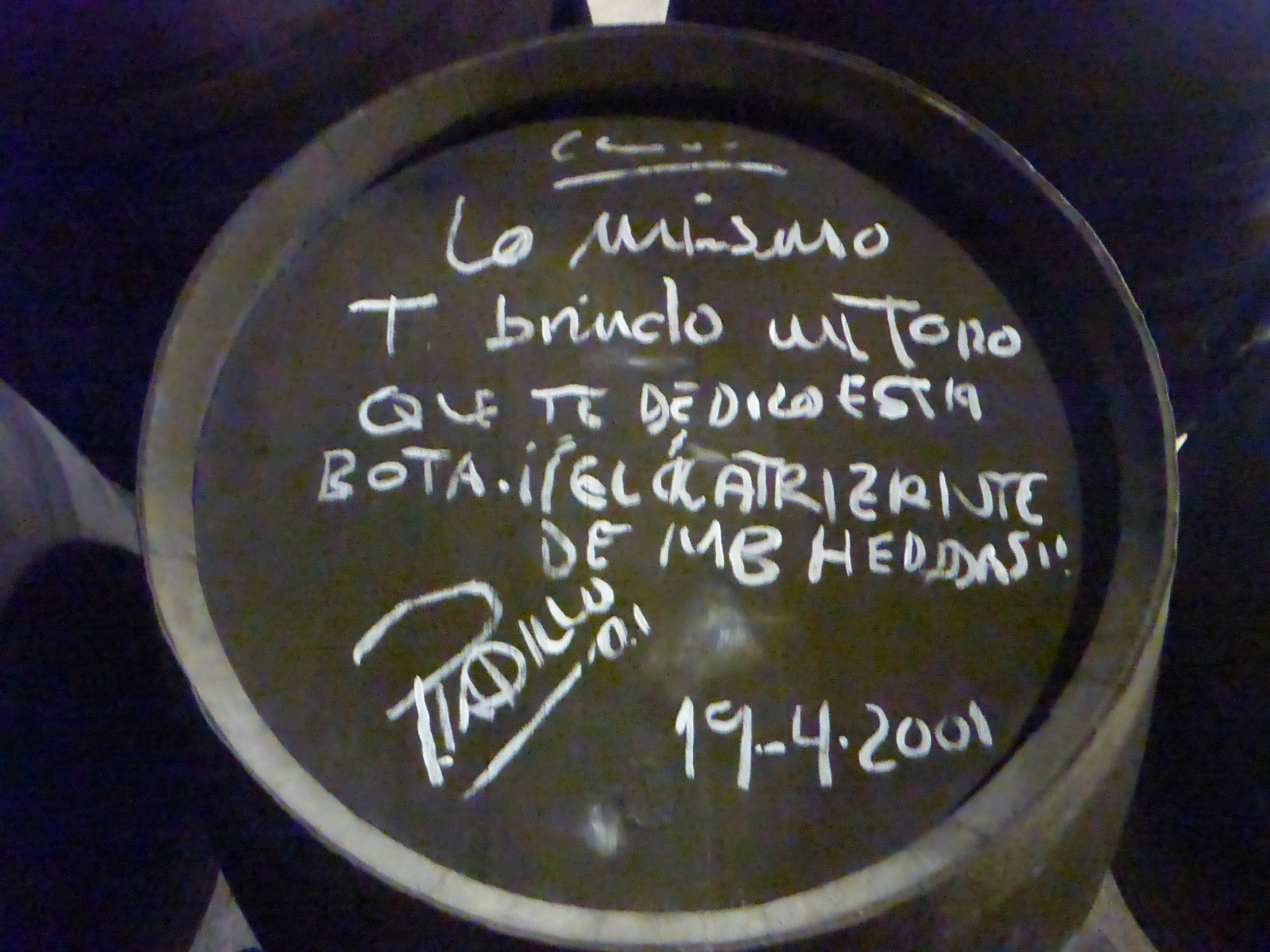
Dedicatoria

Algunos galardones recibidos por el torero son:
- I Premio Carrusel Taurino de Canal Sur 2012.[23]
- Medalla de la Provincia de Cádiz.[24]
- Dos veces líder en la lista de triunfadores de las temporadas taurinas de 2013 y 2014.[25]
- "Oreja de Oro Especial" de RNE.[26]
- Premio Nacional de Tauromaquia (2018).[27]
- Padilla sacado por la Puerta del Príncipe (plaza de toros de la Maestranza, Sevilla) Sábado 16 de abril de 2016.[28]
- Tiene una calle con su nombre en su ciudad natal.[29]